# زنان همه ملت‌ها
زنان همه ملت‌ها (انگلیسی: Women of All Nations) فیلمی در ژانر کمدی به کارگردانی رائول والش است که در سال ۱۹۳۱ منتشر شد. از بازیگران آن می‌توان به بلا لاگوسی، ادموند لو، گرتا نیسن، جویس کامپتون و ویکتور مک‌لاگلن اشاره کرد.